# Clemens August von Vagedes

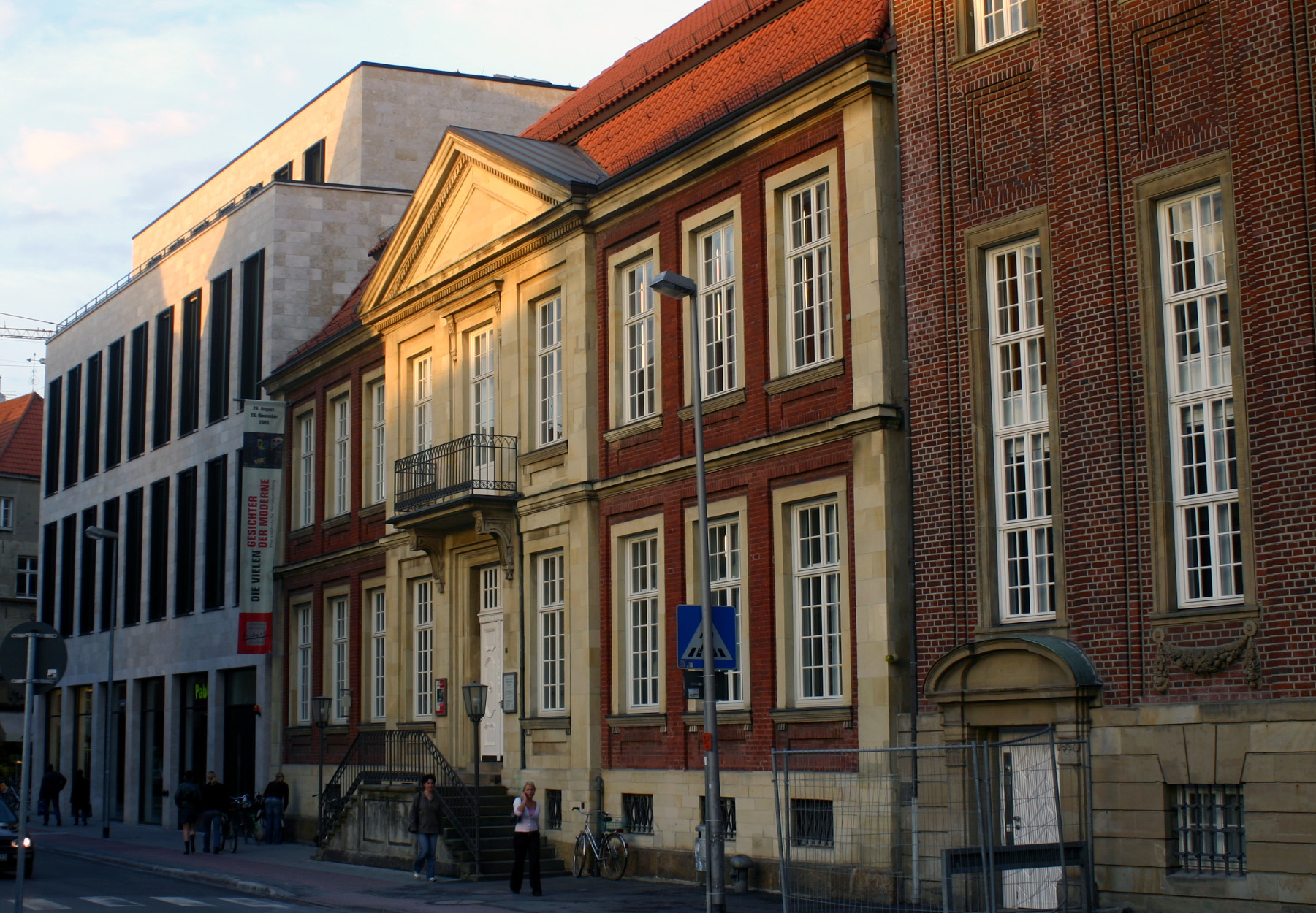
Der Druffelsche Hof (Mitte) an der Königsstraße in Münster

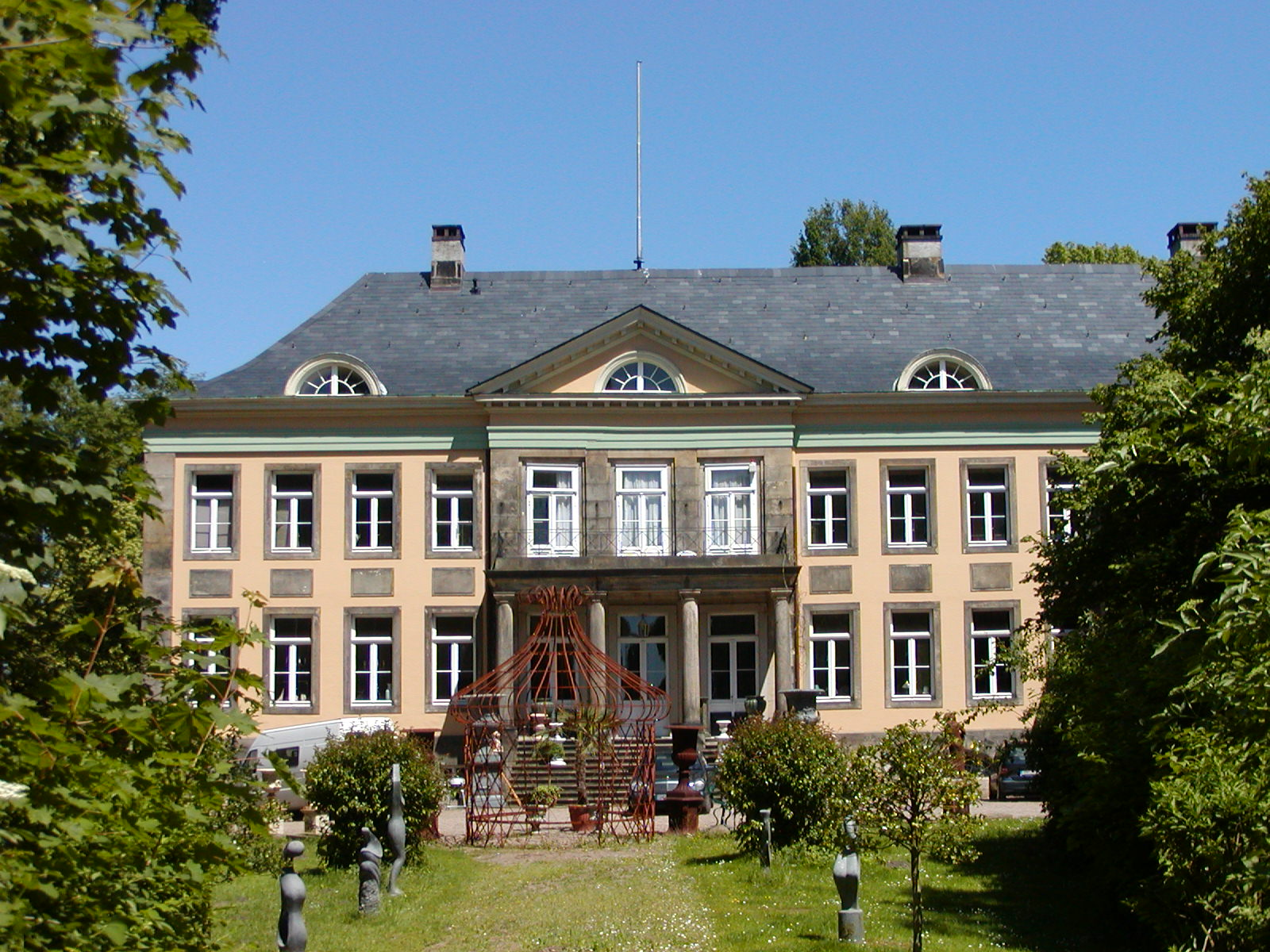
Schloss Hagenburg

Clemens August von Vagedes (* 1760; † 3. Dezember 1795 in Bückeburg) war ein deutscher Baumeister.

## Leben
Am 8. November 1760 wurde Clemens August Vagedes in Bonn getauft. Seine Kindheit und Schulzeit verbrachte er in Münster. Ab 1775 erhielt er eine Ausbildung bei dem Münsteraner Oberbaudirektor Wilhelm Ferdinand Lipper. Noch während seiner Lehrzeit wurde er an diversen Projekten Lippers beteiligt. So arbeitete er am Romberger Hof, am Innenausbau des Münsteraner Schlosses, an der alten Kanzlei und am Komödienhaus mit. 1780 schrieb sich Vagedes als einer der ersten Studenten an der neu gegründeten Universität Münster ein. Schon bald darauf konnte er eigene Bauaufgaben verwirklichen. Sein erstes Bauprojekt war das ab 1781 für den fürstbischöflichen Pfennigkammersekretär Joseph Engelen, später Schwiegervater des Maximilian-Friedrich von Droste zu Hülshoff, errichtete Palais auf der Engelenschanze in Münster, von dem heute nur noch die Pläne und die Hofeinfahrt erhalten sind. Es folgten weitere Bauten in der Stadt; zudem erhielt Vagedes mehrere Bauaufträge vom westfälischen Adel. 1786 wurde die Familie Vagedes selbst in den Adelsstand erhoben.
1790 berief Fürstin Juliane zu Schaumburg-Lippe Vagedes nach Bückeburg, wo er am 19. Mai 1790 zum schaumburg-lippischen Landbaumeister ernannt wurde. Er übernahm von diesen Zeitpunkt an die gesamte Bauaufsicht in der Grafschaft Schaumburg-Lippe. Er war auch für die Anschaffung von Baumaterialien zuständig und übernahm die Kontrolle über die Löhne der Bauhandwerker. Daneben war es ihm weiterhin gestattet, private Bauaufträge auszuführen. Er war in Minden und Bad Nenndorf tätig und fertigte Pläne für die Gärten von Schloss Philippsthal (bei Hersfeld) und Hovestadt. Letztere kamen jedoch nicht zur Ausführung. Clemens August von Vagedes entwarf nicht nur Bauwerke und Gartenanlagen, sondern auch Möbel. Darüber hinaus veröffentlichte er Aufsätze zur Architektur- und Gartentheorie in verschiedenen Zeitschriften. Vagedes starb 1795 im Alter von nur 35 Jahren an einem Blutsturz in seiner Bückeburger Wohnung. Sein Nachfolger als schaumburg-lippischen Landbaumeister wurde Wilhelm Meißner. 
Sein jüngerer Bruder Adolph (1777–1842) war ebenfalls als Architekt tätig.

## Werke (Auswahl)
- nach 1780: Münster, Haus und Garten Zurmühlen, Mauritzstraße 23 (1911 abgebrochen)
- 1781/82: Münster, Palais auf der Engelenschanze, Verspoel 11 (zerstört im Zweiten Weltkrieg)
- 1784/85: Wallfahrtskirche St. Ida (Herzfeld), 1901 durch einen Neubau ersetzt
- um 1785: Münster, Nesselroder Hof (im Zweiten Weltkrieg zerstört)
- 1787/88: Münster, Druffelscher Hof, Königstraße 1 (nach Kriegszerstörung nur die Fassade erhalten, heute Graphikmuseum Pablo Picasso)
- 1788: Lippstadt, Haus Epping
- ab 1791: Schloss Hagenburg (Umbaupläne, Inneres erst nach seinem Tod von 1797 bis 1800 vollendet)
- 1791–94: Bückeburg, Marschvorwerk. Baupläne für das Viehhaus (1987 abgebrochen)
- 1794: Pläne für das Wirtshaus Klus
- 1795: Gut Tieplitz bei Prützen